# Емет (Арканзас)
Емет (енгл. Emmet) град је у америчкој савезној држави Арканзас.

## Демографија
По попису из 2010. године број становника је 518, што је 12 (2,4%) становника више него 2000. године.
| Група             | 2000.       | 2010.       |
| Белци             | 392 (77,5%) | 400 (77,2%) |
| Афроамериканци    | 102 (20,2%) | 93 (18,0%)  |
| Азијати           | 0 (0,0%)    | 1 (0,2%)    |
| Хиспаноамериканци | 2 (0,4%)    | 15 (2,9%)   |
| Укупно            | 506         | 518         |